# أدريان روتارو
أدريان روتارو (بالرومانية: Adrian Rotaru)‏ مواليد 1 يوليو 1994 في رومانيا، هو لاعب كرة يد روماني. يلعب حاليا مع نادي سي إس إم بوخارست لكرة اليد ويحمل الرقم 31. مثل منتخب رومانيا لكرة اليد.

## الإنجازات
- الدوري الروماني لكرة اليد:
  - الميدالية الفضية: 2015، 2016
- كأس رومانيا:
  - الفوز: 2016